# Comuna Piskî, Horohiv
Piskî (în ucraineană Піски) este o comună în raionul Horohiv, regiunea Volînia, Ucraina, formată din satele Antonivka, Hektarî și Piskî (reședința).

## Demografie
Componența lingvistică a satului Piskî
     Ucraineană (99,42%)
     Alte limbi (0,33%)
Conform recensământului din 2001, majoritatea populației satului Piskî era vorbitoare de ucraineană (99,42%), existând în minoritate și vorbitori de alte limbi.